# Sabled Sun
Sabled Sun — сольный дарк-эмбиент-проект Саймона Хита (англ. Simon Heath), начатый в 2012 году. Музыка проекта очень близка к Atrium Carceri, но имеет своё необыкновенное звучание с сильным уклоном в эстетику футуризма и темный спейс-эмбиент. Проект повествует собственную постапокалиптическую историю. Сюжет очень схож с таковым у другого дарк-эмбиент-проекта, Cryobiosis, а именно — пробуждение человека от криосна в пустом, безжизненном и разрушенном мире.
История Sabled Sun ведёт слушателя через разрушенные города и поселения, через роботизированные заводы и научно-исследовательские лаборатории, в поисках того, что произошло с нашим человечеством. В некоторых местах атмосфера навеяна творчеством Atrum Carceri, а в единичных местах — смешением Atrium Carceri и Krusseldorf, второго по значимости проекта Саймона. В целом характерность и почерк узнаваемы, но Sabled Sun — скорее всего новое русло, в которое перетекла часть идей Atrium Carceri. Синтезаторы и полевые записи сочетаются с отдалёнными звуками фортепиано и приглушёнными струнами.

## Обзор релизов, история проекта и повествование о вероятном будущем
Летом 2012 года на Cryo Chamber выходит первый альбом музыканта — «2145», получивший много положительных отзывов от различных журналов. Атмосферное постапокалиптическое звучание альбома забирает слушателя с собой в будущее с пустынными ландшафтами, в которых начинается путешествие человека, только что пробудившегося от долгого сна в заморозке.
21 декабря выходит второй полноформатный альбом — «2146». Являясь продолжением 2145, альбом 2146 рассказывает слушателям о втором годе, после того как протагонист очнулся после долгого сна в разрушенном мире. В поисках признаков жизни он сталкивается с освещённым городом, питающимся автоматизированной энергией и его роботизированными обитателями, бессмысленно слоняющимися по округе. В этом релизе Саймон Хит переносит нас в холодное место ядерных зим и утерянных надежд.
2013 год ознаменовался выходом серии спейс-эмбиент-работ под названием «Signals», продолжающие основную сюжетную линию предыдущих альбомов. Так, последовательно были выпущены однотрековые альбомы — «Signals I» — «Signals VI», являющихся дополнениями и рассказывающие о скитаниях протагониста в поисках причин того, что произошло с человечеством. Множество европейских, в частности немецких и французских журналов написали положительные и интересные рецензии на «Signals».
Третий альбом из серии Sabled Suns, 2147, повествует о человеке, пробудившемся от спячки в руинах, переносит нас через в 2147 г. Опустошённый человек научился выживать в суровом мире, оставленном предками, позади остались только их механические творения. В поисках ответов главный герой путешествует через выжженный мир к Внешним Зонам и, по слухам, к космическому центру.
История, рассказанная на диске 2148 начинается с того, что наш Главный герой находит Ковчег. Ковчег проводит нас через заполненные роботами бездны, заросшие покинутые лаборатории, станции связи и разрушенную цивилизацию. Голоса наших детей-роботов умоляют не оставлять их.
На пятом альбоме 2149, вышедшем в 2021 г., мы получаем доступ к одному из автономных подземных городов в Секторе 33. Тёмный электронный альбом в стиле dark ambient погружает слушателя в атмосферу вероятного будущего, наполненного робототехникой, карантинными зонами и бесконечными пропастями под земной поверхностью.

## Дискография
- 2145 (2012)[6]
- 2146 (2012)[7]
- Signals I—III (2013)[8]
- Signals IV—VI (2015)[9]
- 2147 (2015)[10]
- 2148 (2016)[12]
- 2149 (2021)[13]